# Суслов, Кирилл Павлович
Кири́лл Па́влович Су́слов (26 октября 1991, Высоковск, Московская область, СССР) — российский футболист, защитник .

## Биография
Начал заниматься футболом в московском «Динамо», первый тренер — Сергей Силкин. Вскоре перешёл в школу ЦСКА. В 2009 году играл в любительском клубе «Приалит Реутов». В следующем сезоне в молодёжной команде ЦСКА был одним из лидеров по игровому времени, но договор с Сусловым не был продлён. В сезоне 2011/12 выступал за «Динамо» Барнаул. Летом 2012 года перешёл в «Спартак-Нальчик». Через 2 года из-за проблем с финансированием перешёл в «Сокол», через год — в КАМАЗ. В январе 2016 года подписал контракт с клубом Первого норвежского дивизиона «Конгсвингер», с которым стал финалистом Кубка Норвегии. 8 февраля 2018 года пополнил ряды «Амкара». Единственную игру за пермский клуб провёл 20 мая в ответном стыковом матче с «Тамбовом» (1:0), выйдя на замену вместо Дмитрия Белорукова на 61-й минуте.
29 января 2019 перешёл из «Луча» в «СКА-Хабаровск»., став капитаном хабаровской команды.
31 мая 2021 года футболист перешёл в воронежский «Факел». 28 мая 2024 года «Факел» объявил об уходе Суслова из команды.
24 июня 2024 года перешёл в «Сочи».

## Достижения
«Спартак-Нальчик»
- Бронзовый призёр первенства ФНЛ: 2012/13

«Конгсвингер»
- Финалист Кубка Норвегии: 2016

«Факел»
- Серебряный призер первенства ФНЛ 2021/22.